# Хана Загорова
Ха̀на За̀горова (на чешки: Hana Zagorová) (6 септември 1946 г., Острава, Чехословакия – 26 август 2022 г., Прага, Чехия) е чешка певица, текстописка, актриса и телевизионна водеща.
Причислявана е сред най-познатите чешки певици. Най-успешната носителка на наградата „Златен славей“ в категорията за най-добра певица (след Луцие Била) в продължение на 9 години от 1977 до 1985 година.

## Биография
Хана Загорова е родена и израства в Петршковице (днес – част от Острава). Баща ѝ, Йозеф Загора, е строителен инженер, а майка ѝ, Еделтруда Загорова, (с моминска фамилия Бочановска) – учителка.

### 60-те години
За първи път участва като певица на остравския конкурс „Търсим нови таланти“ (Hledáme nové talenty) през 1963 г., на който ѝ съпровожда оркестърът на Густав Бром. От 1964 до 1968 г. учи и завършва актьорско майсторство към Музикалната академия „Яначек“ в Бърно. През 1968 г. е издаден първият ѝ сингъл, който съдържа песента Svatej kluk („Свято момче“). В края на 60-те години започва по-често да се появява на телевизионния екран. Участва като солистка в групата „Фламинго“ и записва песни към остравското радио. По това време се налага бийт музиката и първите ѝ песни са в този жанр.
Участва в ансамбъла „Содома – Гомора“, който се състои от нея, Иржи Щедрон и Виктор Содома. Започва да работи с оркестъра на Вацлав Захрадник и с него записва първата си дългосвиреща плоча, Bludička („Блуждаещо огънче“), през 1970 година. В албума е включена една от най-познатите ѝ песни – Bludička Julie („Блуждаещото огънче Юлие“). От 1969 г. участва в пражкия театър „Аполо“.

### 70-те години
След като се премества да живее в Прага, Загорова започва да работи с танцовия оркестър на чешкословашкото радио, плод на чието сътрудничество стават песни, като Tisíc nových jmen („Хиляда нови имена“), Já jsem tvá neznámá („Аз съм твоята непозната“), Náš dům zní smíchem („Домът ни звънти от смях“) и On je někdo („Той е някой“). От 1972 до 1974 г. изнася концерти в театър „Семафор“ в пародийното представление на Иржи Сухи Kytice („Букет“), на Карел Яромир Ербен.
Известността и броят на почитателите ѝ започват да нарастват, което се отразява и в анкетата „Златен славей“ за най-любими изпълнители на Чехословакия. През 1974 и 1975 г. е на трето място, през 1976 г. – на второ, а в продължение на следващите девет години – от 1977 до 1985 г. – е на първо място за най-добра певица.
През 1977 г. подписва антихартата.
През 1978 г. участва на фестивала „Златният Орфей“.
По това време на концертите си започва да се изявява със своя собствена съпроводна група под ръководството на Карел Вагнер. Първоначално се представя с колегата си Михал Прокоп, на чието място през 1975 г. идва Петър Резек. С него Загорова записва няколко успешни дуета, най-известните сред които са песните Asi, asi („Може би, може би“) – кавър на песента Honey, Honey на АББА – и Duhová víla („Феята на дъгата“). Сътрудничеството им трае шест години.
В края на 70-те години изнася концерти в Чехословакия с италианския певец Друпи, с когото записва двуезичната на чешки и италиански песен Setkání („Среща“) – една от най-познатите в репертоара ѝ. Освен тази песен Загорова самостоятелно записва кавъри на няколко негови песни, най-широко известните сред които са най-вероятно Málokdo ví („Малцина знаят“) и Líto, je mi líto („Съжалявам, съжалявам“).
Заснема също и два телевизионни късометражни музикални филма по свой сценарий: Zaváté studánky („Заснежени чешми“, 1976 г.) и Prázdniny („Ваканция“, 1978 г.), в които са включени нейни песни.

### 80-те години
През 80-те години певицата заснема музикално телевизионно предаване в осем серии, носещо заглавието Dluhy Hany Zagorové („Дълговете на Хана Загорова“). Подобно на Zaváté studánky и Prázdniny те също са с неин сценарий и в тях са включени песни от репертоара ѝ.
Често изнася концерти в Полша, където набира известност, а също и в Русия и Германия. Записва албуми в родината си, но също и към чужди компании в Германия, Австрия, Англия, Полша и Русия. Записва с редица чуждестранни изпълнители (полската група „Вокс“, полската певица Ирена Яроцка, австрийската певица Голди Енс, белгийския певец Юлиус Зегерс, певицата Буенавентура и др.).
През 1980 г. играе една от главните роли във филмовия мюзикъл Trhák на режисьора Зденек Подскалски. От този филм дует с Юрай Кукур Lásko, amore.
През 1983 г. издава албума Světlo a stín („Светлина и сянка“), на чиято обложка е изобразен портрет на певицата, нарисуван от художника Карел Лащовка. Същата година Загорова гостува за втори път на „Златният Орфей“.
От 1980 до 1986 г. работи съвместно с Петър Котвалд и Станислав Хложек (с втория – до 1989 г.). През 1984 г. тримата записват песента Můj čas („Моето време“), която е използвана като заглавна песен към телевизионния медицински сериал Sanitka („Линейка“) и става една от най-познатите в творчеството на тримата, а през 1985 г. издават съвместния албум Jinak to nejde… („Няма как иначе…“).
През 1986 г., след 9 поредни години на първо място, Загорова се класира на трето място за най-добра певица на „Златен славей“. Самата тя казва, че не смята третото си място за загуба – дори през следващите години тя продължава да е сред водещите певици.
През 1989 г. подписва петицията Několik vět („Няколко изречения“) в движение на Харта 77, засягаща освобождаването на политическите затворници и свободата на словото в Чехословакия. Вследствие на това ѝ е наложена забрана от правителството да изнася концерти, а албумът, който записва през тази година, остава неиздаден. „Там нямаше нищо, с което нормален човек не би се съгласил“ – казва Загорова за петицията.
По време на Нежната революция на 23 ноември същата година заедно с Марта Кубишова и Иржи Сухи изпълнява на живо химни на Вацлавския площад пред 300 000 души.

### 90-те години
В началото на 90-те години записва заглавните песни към чешките дублажи на детски сериали („Смърфовете“ и „Том и Джери“).
През 1991 г. издава албума Rozhovor v tichu („Разговор в тишината“). Карел Вагнер става неин продуцент и албумът ѝ е издаден от издателската му къща „Мултисоник“ вместо дотогавашната „Супрафон“.
Участва в програма за чужденци в Канада. В Чехия подготвя изцяло нова концертна програма под заглавието Noční telefony („Нощни телефони“), включваща песни от последните ѝ албуми. Програмата продължава до 1992 г. След това ограничава кариерата си. По нейните думи: „Имах чувството, че каквото е трябвало да изпея, вече съм го изпяла“. През този период пише сценарии за няколко телевизионни предавания и издава сборни албуми със старите си песни, но с нови аранжименти.
От 1993 до 1998 г. води предаването Když nemůžu spát („Когато не мога да заспя“). За него записва нови песни, които в повечето случаи са дуети с гостите на предаването. Автор на песните е певецът Михал Давид.
Подновява концертната си дейност през 1996 г., а от 1999 г. започва отново да изнася концерти редовно. На тях ѝ съпровожда групата на Милош Ноп. Подновява и сътрудничеството си с Петър Котвалд и Станислав Хложек, както и с Петър Резек.
През това десетилетие записва два албума с втория си съпруг, Щефан Маргита: Ave, издаден през 1994 г., и Ave 2, издаден през 1998 г. През 1998 г. записва албума си Já? („Аз?“), включващ нови песни, написани от новия ѝ сътрудник – Иржи Бржезик.

### 2000 – 2022
В чешкия език през тези години набира известност разговорният израз „nedělej Zagorku“ (в превод: „не се правѝ на Загорка“, като Загорка представлява умалително на Загорова), който се използва в смисъл на „недей да скромничиш“ или „недей да се двоумиш“. Певицата сама не е наясно откъде тръгва изразът, но одобрява употребата му.
През 2018 г. издава албума Já nemám strach („Не ме е страх“). Към заглавната песен от албума е заснет видеоклип.
През 2020 година издава последния си албум със съпруга си, озаглавен „Konečně společně – Hana Zagorová a Štefan Margita“.

## Личен живот
Първи съпруг на Хана Загорова е танцьорът и балетист Властимил Харапес – двамата сключват брак през 1986 г. и се развеждат през 1992 г. Същата година се жени за словашкия тенор Щефан Маргита. Към 2020 г. двамата са все още заедно. Певицата няма деца.

## Дискография

### Студийни албуми
- 1971 – Bludička
- 1976 – Cesta ke štěstí
- 1979 – Breviary of Love
- 1979 – …tobě, tebe, ti.
- 1980 – Oheň v duši mé
- 1981 – Střípky
- 1982 – Světlo a stín
- 1983 – Mimořádná linka
- 1984 – Co stalo se, stalo
- 1985 – Jinak to nejde
- 1985 – Sítě kroků tvých
- 1986 – Náhlá loučení
- 1988 – Živá voda
- 1990 – Dnes nejsem doma
- 1991 – Rozhovor v tichu
- 1994 – Když nemůžu spát
- 1998 – Já?
- 2001 – Hanka
- 2003 – Navěky zůstane čas
- 2007 – Zloděj duší
- 2014 – Vyznání
- 2016 – O Lásce
- 2018 – Ja nemám strach
- 2020 – Konečně společně. Hana Zagorová a Štefan Margita